# Клиническая ликантропия

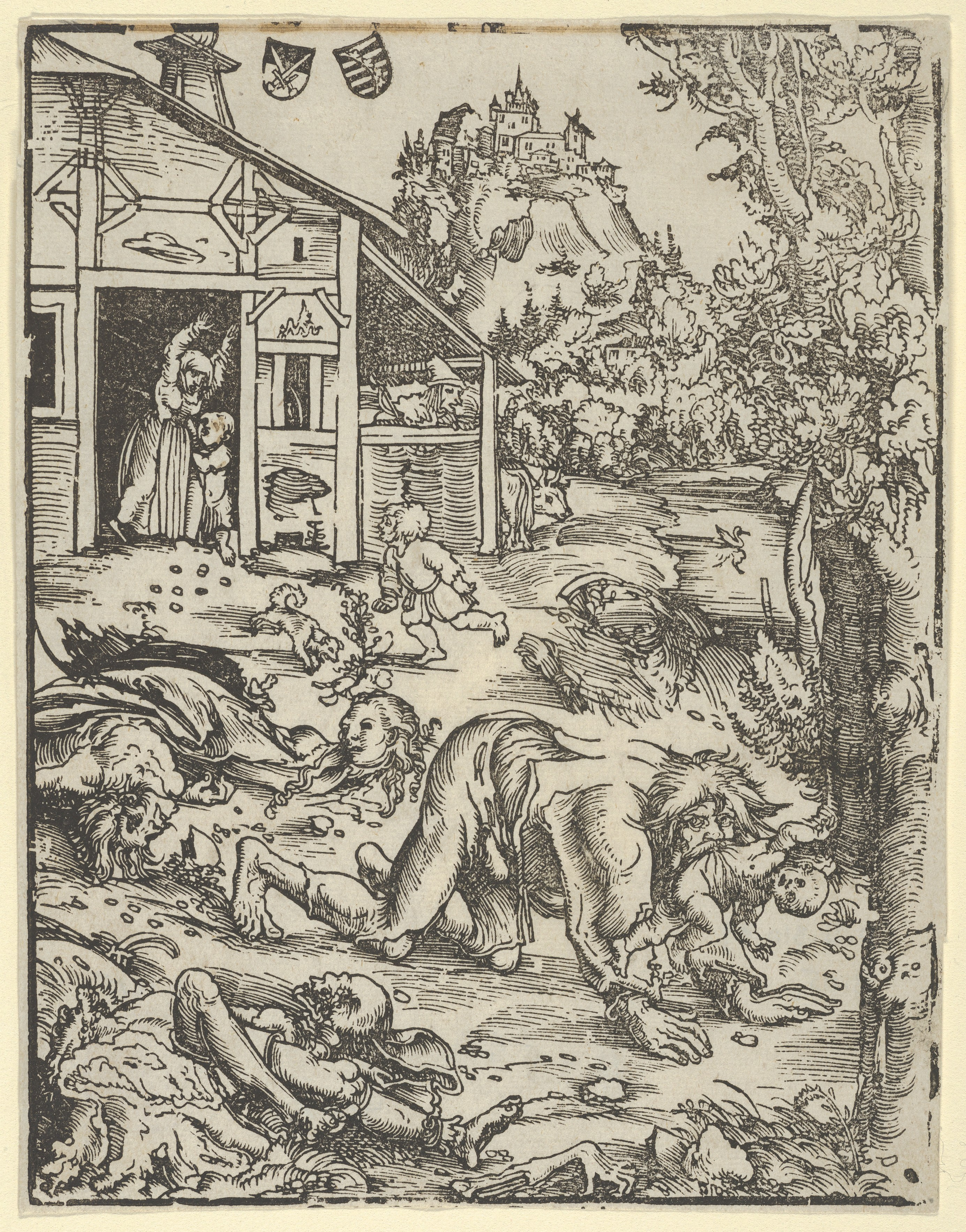
Нападения человека, вообразившего себя волком. Лукас Кранах Старший. Гравюра на дереве. Около 1512 года

Клини́ческая ликантро́пия, или ликома́ния, — психическое состояние, при котором больному кажется, что он превратился или может превращаться в волка, одна из форм зооантропии. Мифическая болезнь, при которой больной превращается в зверя, также называется ликантропией, от древнегреческого λύκος «волк» и ἄνθρωπος «человек». Больным клинической ликантропией кажется, что они превратились в волков, их поведение соответствует самоощущению и зачастую опасно для окружающих. Существуют и другие разнообразные варианты зооантропии: собаки (кинантропия), кошки (галеантропия), змеи (офидиантропия), кони, птицы, лягушки и т. д. В некоторых случаях не удаётся определить, каким именно животным представляет себя больной. Существуют и варианты аутометаморфозы, при которых человек ощущает превращение в растение или предмет.
В психопатологических терминах феномен ликантропии разные исследователи относят к психотическим симптомам, нарушению целостности самости (по Ясперсу), деперсонализации или бредовым идеям.
Один 28-летний убийца, страдавший ликантропией, описал своё психическое расстройство таким образом:

«Когда я расстроен, я чувствую, как будто превращаюсь в кого-то другого; у меня цепенеют пальцы, словно булавки и иглы воткнуты мне в ладонь; я теряю контроль над собой… Я чувствую, что превращаюсь в волка. Я смотрю на себя в зеркало и вижу процесс превращения. Моё лицо теперь не моё, оно совершенно преображается. Я пристально всматриваюсь, мои зрачки расширяются, и я ощущаю, как будто у меня вырастает шерсть по всему телу, а зубы становятся длиннее. Мне кажется, что моя кожа больше не моя.»
Оригинальный текст (англ.)«When I’m emotionally upset, I feel as if I am turning into something else; my fingers go numb, as if I had pins and needles right in the middle of my hand; I can no longer control myself… I get the feeling I’m becoming a wolf. I look at myself in the mirror and I witness my transformation. It’s no longer my face; it changes completely. I stare, my pupils dilate, and I feel as if hairs are growing all over my body, as if my teeth are getting longer… I feel as if my skin is no longer mine.»

Бред ликантропии можно определить при любом из двух нижеследующих симптомов:
- больной сам рассказывает, что он иногда чувствует или чувствовал, что превратился в волка;
- больной ведёт себя достаточно по-звериному, например воет, лает или ползает на четвереньках.

Ликантропия встречается при шизофрении и других психических расстройствах.

## Известные больные
- В Библии (Дан. 4) описано, как подобной болезнью страдал Навуходоносор II[7];
- Мануэль Бланко Ромасанта — первый серийный убийца Испании;
- Трдат III, царь Великой Армении, который был исцелён Григорием Просветителем. В знак благодарности, царь провозгласил христианство государственной религией в 301 году. В результате, Армения стала самым первым христианским государством[8].